# 小平駐屯地
小平駐屯地（こだいらちゅうとんち、JGSDF Camp Kodaira）は、東京都小平市喜平町2-3-1に所在し、陸上自衛隊小平学校等が駐屯する陸上自衛隊の駐屯地である。

## 概要
駐屯地司令は、陸上自衛隊小平学校長が兼務。かつては駐屯地業務隊及び会計隊が存在していたが、小平学校の新編に伴い廃止された。
小平駐屯地内には、警察庁外事技術調査室の傍受施設である警察庁小平通信所が設置されている。

## 沿革
保安隊
- 1954年（昭和29年）
  - 3月20日：久里浜駐屯地から保安隊業務学校が移駐[2]。
  - 3月22日：久里浜駐屯地から保安隊幹部学校が移駐[2]。

保安隊小平駐屯地
- 1954年（昭和29年）3月25日：旧陸軍経理学校跡地の一部に保安隊の小平駐屯地として開設[2][3]。

陸上自衛隊小平駐屯地
- 1954年（昭和29年）
  - 7月1日：保安隊から陸上自衛隊へ移管[4]。
  - 9月10日：業務学校第2部が陸上自衛隊調査学校として独立。

陸上自衛隊小平駐屯地・航空自衛隊
- 1955年（昭和30年）9月20日：防府基地から航空自衛隊幹部学校が移駐。
- 1956年（昭和31年）4月20日：業務学校、調査学校が越中島駐屯地へ移駐[5]。

陸上自衛隊小平駐屯地・海上自衛隊・航空自衛隊
- 1956年（昭和31年）6月12日：横須賀市田浦から海上自衛隊幹部学校が移駐。

- 1959年（昭和34年）
  - 12月20日：海上自衛隊幹部学校が市ヶ谷地区に移駐。
  - 12月22日：航空自衛隊幹部学校が市ヶ谷基地に移駐。
  - 12月26日：陸上自衛隊幹部学校が市ヶ谷駐屯地に移駐。

陸上自衛隊小平駐屯地
- 1960年（昭和35年）1月6日：業務学校、調査学校が越中島駐屯地から移駐[5]。
- 1974年（昭和49年）：第305基地通信隊「通信所」が完成。
- 1975年（昭和50年）：第305基地通信隊通信所が第316基地通信中隊小平派遣隊へ改編。
- 1995年（平成  7年）：第316基地通信中隊小平派遣隊を第309基地通信中隊小平派遣隊へ改編。
- 2001年（平成13年）3月27日：業務学校、調査学校、小平駐屯地業務隊及び第412会計隊及び警務連絡班が統合して、陸上自衛隊小平学校が創立。
- 2004年（平成16年）9月：小平駐屯地開設50周年。
- 2008年（平成20年）3月26日：警務連絡班を再編。
- 2018年（平成30年）3月27日：小平学校情報教育部・語学教育部を廃止（陸上自衛隊情報学校へ改組）。

## 駐屯部隊・機関

### 防衛大臣直轄部隊・機関
- 陸上自衛隊小平学校
- 陸上自衛隊情報学校
  - 第2教育部（旧小平学校語学教育部）[6][7]
- 警務隊
  - 東部方面警務隊
    - 第126地区警務隊
      - 小平連絡班

### 東部方面隊隷下部隊
- 東部方面システム通信群
  - 第105基地システム通信大隊
    - 第305基地通信中隊
      - 小平派遣隊

## 最寄の幹線交通
- 高速道路：中央自動車道国立府中IC
- 一般道：国道20号、東京都道5号新宿青梅線、東京都道7号杉並あきる野線、埼玉県道・東京都道17号所沢府中線、東京都道133号小川山府中線、東京都道248号府中小平線
- 鉄道：JR東日本中央線国分寺駅、西武多摩湖線 一橋学園駅
- 飛行場：調布飛行場、横田飛行場、入間基地（その他の飛行場）